# Delias lytaea
Delias lytaea is een vlindersoort uit de familie van de Pieridae (witjes), onderfamilie Pierinae.
Delias lytaea werd in 1878 beschreven door Godman & Salvin.